# Los herederos de la tierra (serie de televisión)
Los herederos de la tierra es una serie de televisión española, basada en la novela homónima de Ildefonso Falcones, producida por Atresmedia, Televisión de Cataluña y Netflix en colaboración con Diagonal TV. Está protagonizada por Yon González, Michelle Jenner, Elena Rivera, Rodolfo Sancho y Aria Bedmar, entre otros.
La serie está compuesta por una única temporada de 8 episodios de menos de una hora de duración. Su estreno tuvo lugar el 15 de abril de 2022 en Netflix. Un año más tarde, la serie será relanzada en Antena 3 y TV3 gracias al acuerdo alcanzado con Netflix.

## Trama
Los herederos de la tierra nos traslada a la Barcelona tardomedieval del año 1387 y narra la historia de Hugo Llor, un muchacho de 12 años que pasa la mayor parte de su tiempo en las calles. Su día también transcurre en las atarazanas y su sueño es convertirse en un artesano constructor de barcos, aunque su destino es incierto. La vida de Hugo no es fácil, es un chico muy solitario y su madre se ve obligada a alejarse de él, pero cuenta con el apoyo y la protección de un respetado anciano: Arnau Estanyol.

## Elenco
- Yon González como Hugo Llor[5]
- Rodolfo Sancho como Bernat Estanyol
- Mercedes León como Barcha
- Javier Iglesias como Baraka
- Elena Rivera como Caterina Llor
- David Solans como Hugo Llor joven
- Aria Bedmar como Mercè Llor
- Jesús Carroza	 como Guerao
- Joan Carles Bestard como Cubero de Sitges
- Pere Arquillué como Roger Puig
- Manel Sans como Mateo
- Pedro Casablanc como Galcerán Destorrent
- Natalia Sánchez como Marta Destorrent
- María Rodríguez Soto como Regina
- Gabriela Andrada como Dolça
- Anna Moliner como Margarida Puig
- Christian Caner como Mateu
- Arturo Sancho como Bernat Estanyol joven
- Aitor Luna como Arnau Estanyol
- Michelle Jenner como Mar Estanyol
- Laia Fontàn como Joven Regina
- Fernando Albizu
- Manuel Gancedo
- Juli Fábregas
- Ana García Molero como Mercè pequeña

## Producción

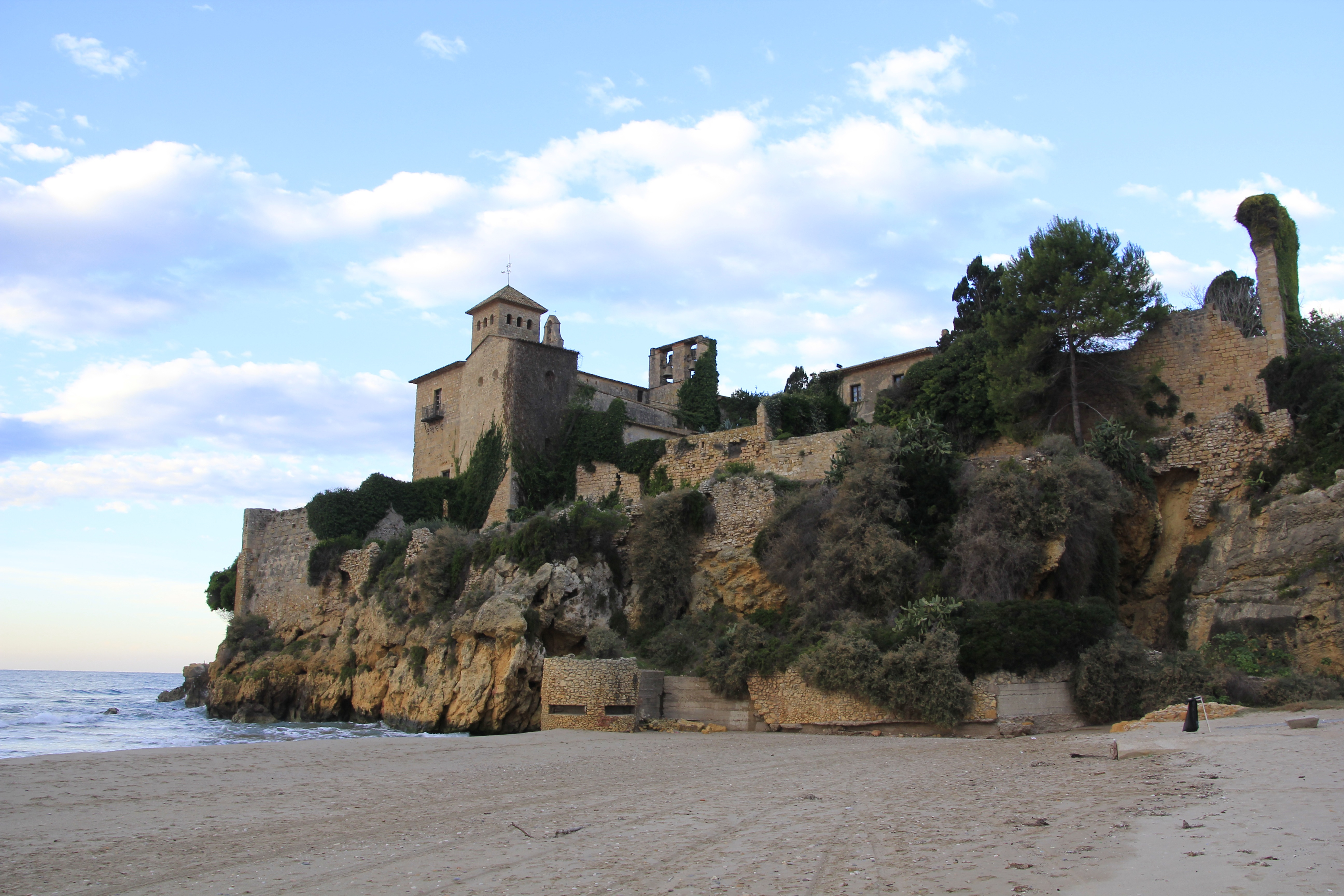
Lugar de grabación

El 22 de mayo del 2020, Atresmedia y Netflix, anunciaron que estaban llegando a un acuerdo para la producción de la segunda parte de La catedral del mar. La segunda parte narraría las vivencias de Hugo Llor que se recogen en la novela homónima de Los herederos de la tierra.

### Filmación
El rodaje de la secuela, comenzó el 6 de noviembre de 2020. El rodaje de la misma, se trasladó a la ciudad de Barcelona, Gerona, Tortosa y Tarragona. El rodaje finalizó el 5 de marzo de 2021.

## Episodios
| N.º | Título       | Dirigido por | Escrito por                 | Fecha de lanzamiento original |
| --- | ------------ | ------------ | --------------------------- | ----------------------------- |
| 1   | «Destino»    | Jordi Frades | Rodolf Sirera               | 15 de abril de 2022           |
| 2   | «Penitencia» | Jordi Frades | Sergio Barrejón             | 15 de abril de 2022           |
| 3   | «Talión»     | Jordi Frades | Macu Tejera y Miriam García | 15 de abril de 2022           |
| 4   | «Herida»     | Jordi Frades | Antonio Onetti              | 15 de abril de 2022           |
| 5   | «Esclavos»   | Jordi Frades | Antonio Onetti              | 15 de abril de 2022           |
| 6   | «Beatriz»    | Jordi Frades | Macu Tejera y Miriam García | 15 de abril de 2022           |
| 7   | «Veneno»     | Jordi Frades | Sergio Barrejón             | 15 de abril de 2022           |
| 8   | «Redención»  | Jordi Frades | Rodolf Sirera               | 15 de abril de 2022           |